# Appearance of Nothing
Appearance of Nothing ist eine Progressive-Metal-Band aus Basel, Schweiz.

## Geschichte
Die Band Appearance of Nothing wurde im Jahre 2004 von Pat Gerber (Gesang, Gitarre), Yves Lüthi (Schlagzeug), Omar Cuna (Bass) und Marc Petralito (Keyboard) gegründet. Nach einer kurzen experimentellen Phase, begann die Band ihre eigenen Songs zu schreiben. Von diesem Moment an teilten sich Pat Gerber und Omar Cuna den Gesang, um die Lieder noch variantenreicher zu gestalten.
Im Jahre 2005 veröffentlichte die Band ihr erstes selbstproduzierte Demo-Album Behind Closed Doors, das positive Reaktionen hervorrief. Peter Berger trat als Leadgitarrist der Band bei, und im Jahr 2008 entstand das erste Studioalbum Wasted Time. Für die Produktion war Markus Teske zuständig, der schon mit Bands wie Vanden Plas, Symphony X, Saga oder Mob Rules zusammengearbeitet hatte. Mit dem Album Wasted Time entstand ein Album, das Elemente von Dream Theater, Symphony X und Vanden Plas vereinte. In den Jahren 2008/2009 konzentrierte sich die Band auf Liveauftritte und spielte viele eigene Konzerte oder als Vorgruppe für bekanntere Bands. 
Im Jahre 2010 erschien dann das zweite Studioalbum All Gods Are Gone, das gegenüber dem ersten Album deutlich härter und moderner ausfiel und bei dem die Gastsänger Devon Graves (Psychotic Waltz, Deadsoul Tribe) und Dan Swanö (Sanity, Nightingale) mitwirkten. Im Jahre 2011 trennte sich die Band von ihrem langjährigen Schlagzeuger Yves Lüthi. Nach einer kleinen Pause stieg der Nachfolger Ronnie Wolf in die Band ein. 2017 verliess Peter Berger die Band und wurde durch Manuel Meinen ersetzt. Nach dem Weggang von Sänger und Gitarrist Pat Gerber, übernahm Bassist und Zweit-Sänger Omar Cuna den Lead-Gesang. Neuer Lead-Gitarrist wurde 2018 der aus Freiburg im Breisgau stammende Albert Ibrahimaj (Surrilium).

## Stil
Der musikalische Stil von Appearance of Nothing wird oft mit einer Mischung aus verschiedensten Bands verglichen. Durch den hohen Eigenerkennungswert ist es aber auch schwer die Band zu vergleichen oder in eine Schublade zu stecken. So sind nebst den zahlreichen Prog Elementen auch Blues, Rock, Heavy Metal, Death Metal oder sogar Techno Einflüsse zu erkennen. Markant sind die zweistimmigen und abwechselnden Gesangslinien und die experimentellen Keyboard Klänge. Die Gitarrenarbeit ist eher grundsolide und wird von einer treibenden Rhythmussektion unterstützt.

## Diskografie
- 2005: Behind Closed Doors (Eigenproduktion)
- 2008: Wasted Time (Escape Music)
- 2010: All Gods Are Gone (Escape Music)
- 2014: A New Beginning (Power Prog)
- 2019: In Times of Darkness (Escape Music)